# Teinurosaurus sauvagei
Teinurosaurus sauvagei es la única especie conocida del género dudoso extinto Teinurosaurus ("reptil extenso o extendido") de dinosaurio terópodo carnívoro que vivió a finales durante el período jurásico, en el Kimmeridgiense hace aproximadamente 150 millones de años. Encontrado en el norte de Francia, solamente fue descubierta una sola vértebra caudal en mal estado, lo que hace dudar de su validez, puesto que se necesita un fósil más completo. La especie tipo fue llamada Teinurosaurus sauvagei por Nopcsa en 1928 y vuelto a usar por Olshevsky en 1978.  La especie tipo es Teinurosaurus sauvagei. Se ha estimado que mide 11,4 metros de largo y 3,6 toneladas de peso.
El holotipo fue descubierto en 1897, ese mismo año el paleontólogo francés Henri-Émile Sauvage refirió una vértebra de la cola de la Formación Mont-Lambert del titoniense de Francia, catalogada en la colección del Musée Géologique du Boulonnais en Boulogne-sur-Mer en Francia, a Iguanodon prestwichii, ahora Cumnoria prestwichii, un iguanodonte herbívoro.
En 1928, el barón Franz Nopcsa reconoció que el fósil era la vértebra de un terópodo, no un ornitópodo. Decidió nombrarlo como el género Teinurosaurus. El nombre se deriva del griego teinein , "estirar", y oura, "cola", en referencia a la forma alargada. Sin embargo, por un error del impresor, la nota a pie de página en la que se mencionaba el nuevo nombre no se colocó al final de la sección que hacía referencia al fósil, sino junto a una cita de Saurornithoides Osborn 1924, dando la falsa impresión de que Nopcsa pretendía para cambiar el nombre de este último género. Después de haber descubierto el error tipográfico, Nopcsa en 1929 añadió una artículo corrigiendo el error.
En 1932, el paleontólogo alemán Friedrich von Huene volvió a nombrar el fósil, dándole el nombre de especie Caudocoelus sauvagei. "Caudocoelus" significa "cola hueca" en latín . El epíteto específico honra a Sauvage. El nombre Teinurosaurus se olvidó en gran medida o ni siquiera se entendió como un sinónimo de Caudocoelus, hasta que en 1969 John Ostrom reveló su prioridad. Ostrom también señaló que Nopcsa no había proporcionado un nombre específico. En 1978 George Olshevsky fue el primero en combinar los dos nombres, haciendo Teinurosaurus sauvagei(von Huene 1932) Olshevsky 1978 vide Nopcsa 1928 enmendado. 1929 un nombre de especie válido.

El holotipo, originalmente catalogado MGB 500 ahora BHN2R 240, es una vértebra caudal distal, de 152 milímetros de largo. Varios autores como, Lapparent en 1967, Galton en 1982 creyeron que el holotipo fue destruido en la Segunda Guerra Mundial, pero el espécimen aún existe, como lo señalaron Buffetaut et al. en 1991. Teinurosaurus fue considerado por von Huene como un miembro de Coeluridae , pero ahora es generalmente visto como un nomen dubium en Averostra incertae sedis.